# Shanhaipasset
Shanhaipasset eller Shanhaiguan (山海关; Shānhǎiguān) är en strategisk passage och sektion av kinesiska muren. Shanhaipasset ligger i stadsdistriktet Shanhaiguan i Qinhuangdao i Hebei i Kina.
Tidigt under Mingdynastin år 1381 byggdes Zhendongporten som är den östra porten genom Shanhaipasset. Det byggdes då även ca 10 km av kinesiska muren. Öster om Shanhaipasset ansluter muren mot Bohaibukten och murens östra slut här kallas "Den gamla drakens huvud" (老龙头). Försvaret av Shanhaipasset under Mingdynastin låg under Jizhougarnisonen ansvarsområde.
Med start 1551 byggdes en kontinuerlig mur från Juyongpasset till Shanhaipasset. Denna mur renoverades, expanderades och kompletterades 1567–1572 under ledning av general Qi Jiguang. Det var under denna tid som muren fick det karakteristiska teglade utseendet med torn och skottgluggar som den kinesiska muren är känd för.
1644 stod här Slaget om Shanhaiguan där generalen Wu Sangui tog hjälp av manchurerna för att bekämpa rebellen Li Zicheng. Slaget ledde till Mingdynastins fall och att Qingdynastin tog makten över Kina. 1933 forcerade Japan kinesiska muren vid bland annat Shanhaipasset under försvaret av kinesiska muren vilket var en del av upptrappningen till Andra kinesisk-japanska kriget.
År 1987 blev kinesiska muren listad av Unesco som kulturellt världsarv, där Shanhaipasset tillsammans med Badaling och Jiayupasset specificerades speciellt.

## Galleri

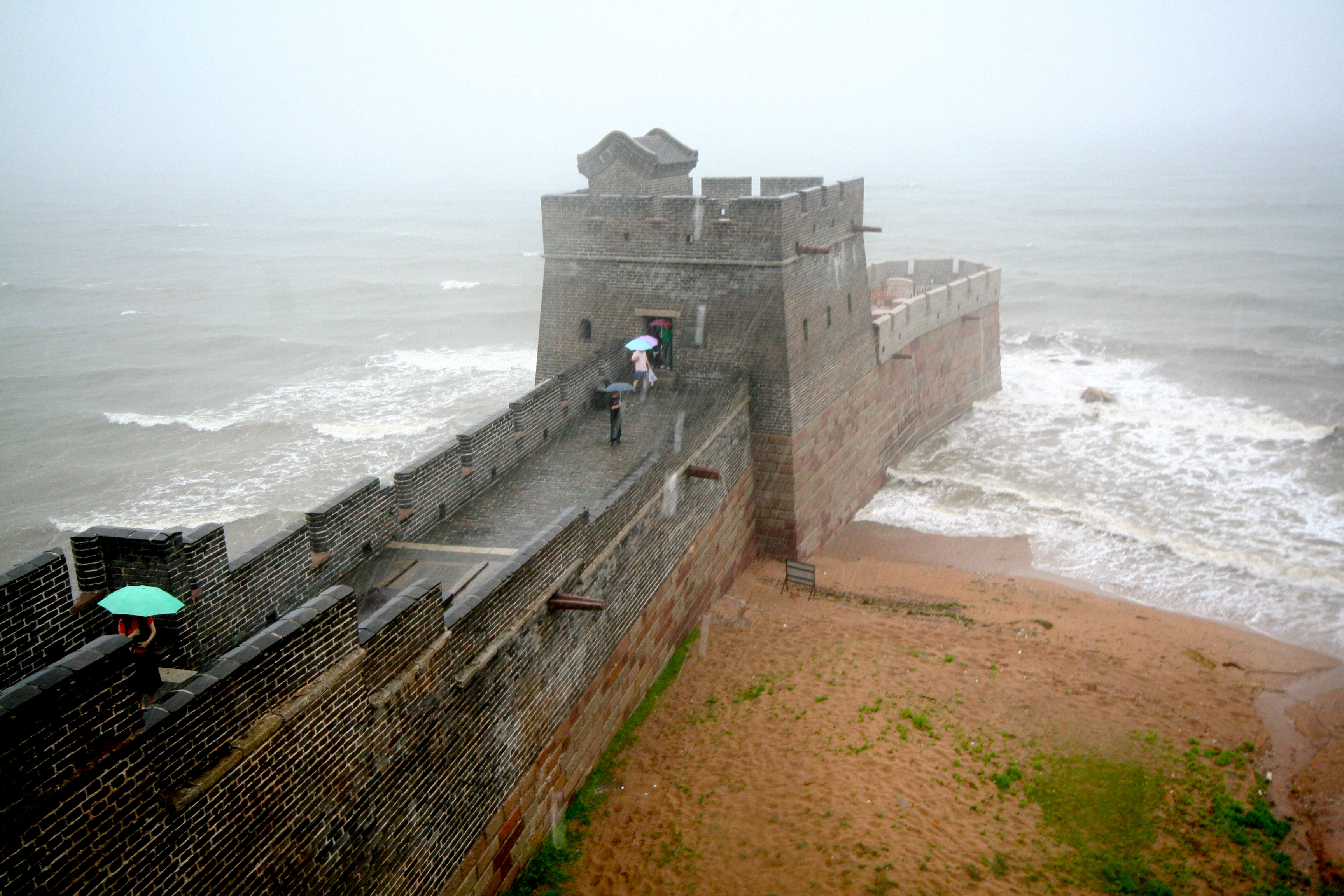
"Den gamla drakens huvud" där muren vid Shanhaipasset slutar vid Bohaibukten.
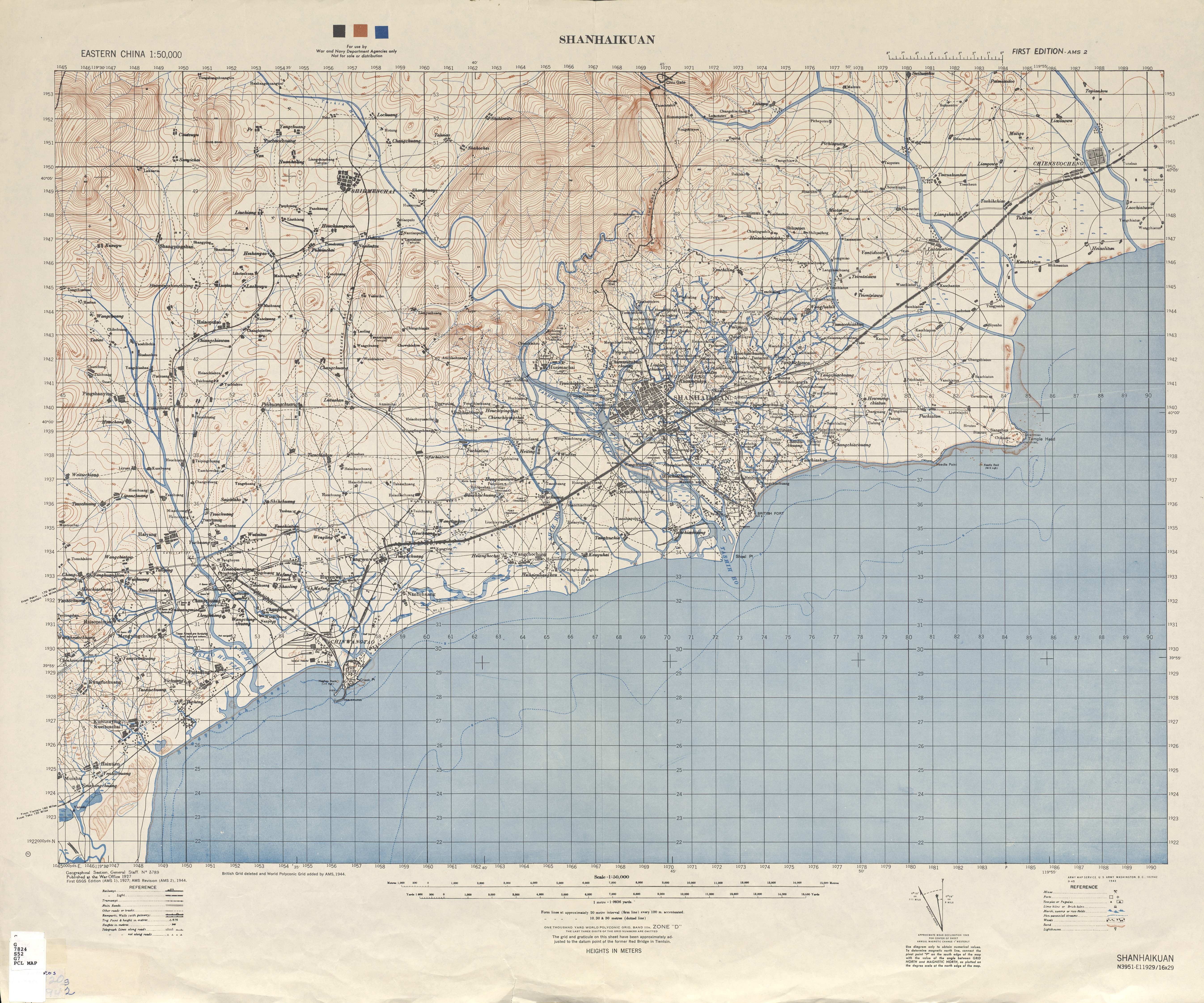
Karta från 1927 över Shanhaipasset.